# Kernenergiecentrale Wit-Rusland
De Kernenergiecentrale Wit-Rusland is de enige kernenergiecentrale in aanbouw in Wit-Rusland. In 2013 begon de bouw ervan op een locatie niet ver van de grens met Litouwen. De centrale krijgt twee reactoren van elk 1200 megawatt (MW) die geleverd worden door het Russische staatsbedrijf Atomstrojeksport. In mei 2023 was de hele centrale in bedrijf.

## Achtergrond
Wit-Rusland is voor de elektriciteitsvoorziening bijna uitsluitend afhankelijk van gasgestookte centrales. Het aardgas wordt bijna uitsluitend geleverd door Rusland. Na het Wit-Russisch-Russisch gasconflict 2004 besloot de Wit-Russische regering de afhankelijkheid van Russisch aardgas terug te dringen door de bouw van een steenkoolgestookte centrale en een kernenergiecentrale. Verder werden kleinere projecten opgestart op basis van windenergie en waterkrachtcentrales. Als deze plannen volledig ten uitvoer zijn gebracht, neemt de afhankelijkheid van het Russische aardgas af.

## Bouw
In 2006 werden de eerste plannen bekendgemaakt en diverse partijen uitgenodigd een offerte voor de bouw in te dienen. Het Russische Atomstrojeksport kwam met een aanbod van twee 1000 MW kernreactoren als beste naar voren. In november 2007 werd de plaats voor de bouw bepaald, bij de plaats Ostrovets op 23 kilometer van de grens met Litouwen.
In oktober 2011 werd een voorlopig bouwcontract getekend met Atomstrojeksport waarbij werd uitgegaan van een centrale met een totaal vermogen van 2400 MW, verdeeld over twee VVER-reactoren van het type V-491. In juli 2012 werd het contract definitief en een jaar later begon de bouw. In november 2021 kwam de eerste reactor in bedrijf en in mei 2023 werd de tweede aangesloten op het net. 
Voor het miljardenproject is Wit-Rusland sterk afhankelijk van de financiering door Russische staatsbedrijven. In het contract is verder bepaald dat alle brandstof voor de reactoren door Russische bedrijven zal worden geleverd.
| Reactor       | Type       | Vermogen | Start bouw      | Ingebruikname |
| ------------- | ---------- | -------- | --------------- | ------------- |
| Wit-Rusland 1 | VVER V-491 | 1194 MW  | 6 november 2013 | nov. 2021     |
| Wit-Rusland 2 | VVER V-491 | 1194 MW  | 3 juni 2014     | mei 2023      |